# Спящий лев (гора)

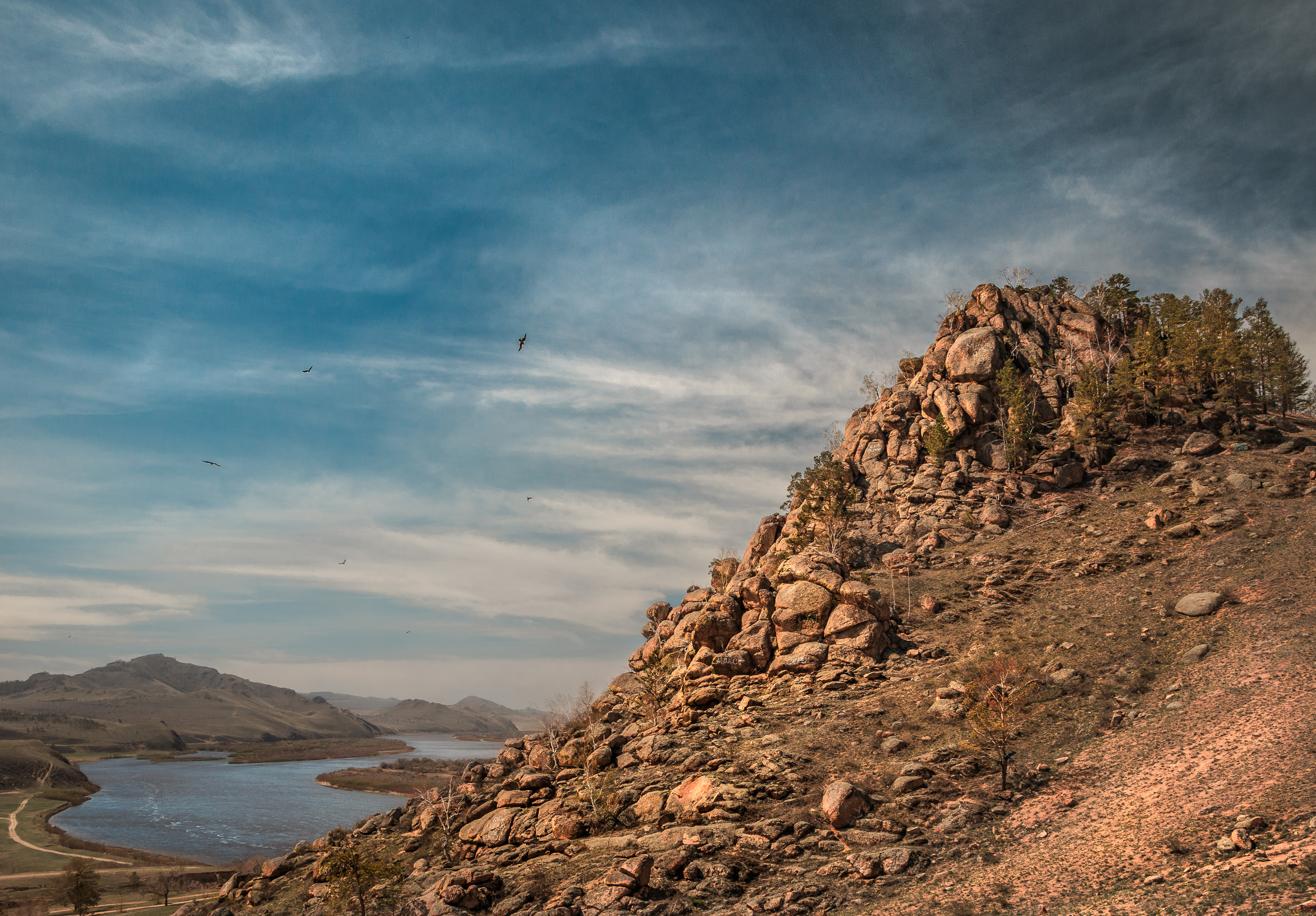

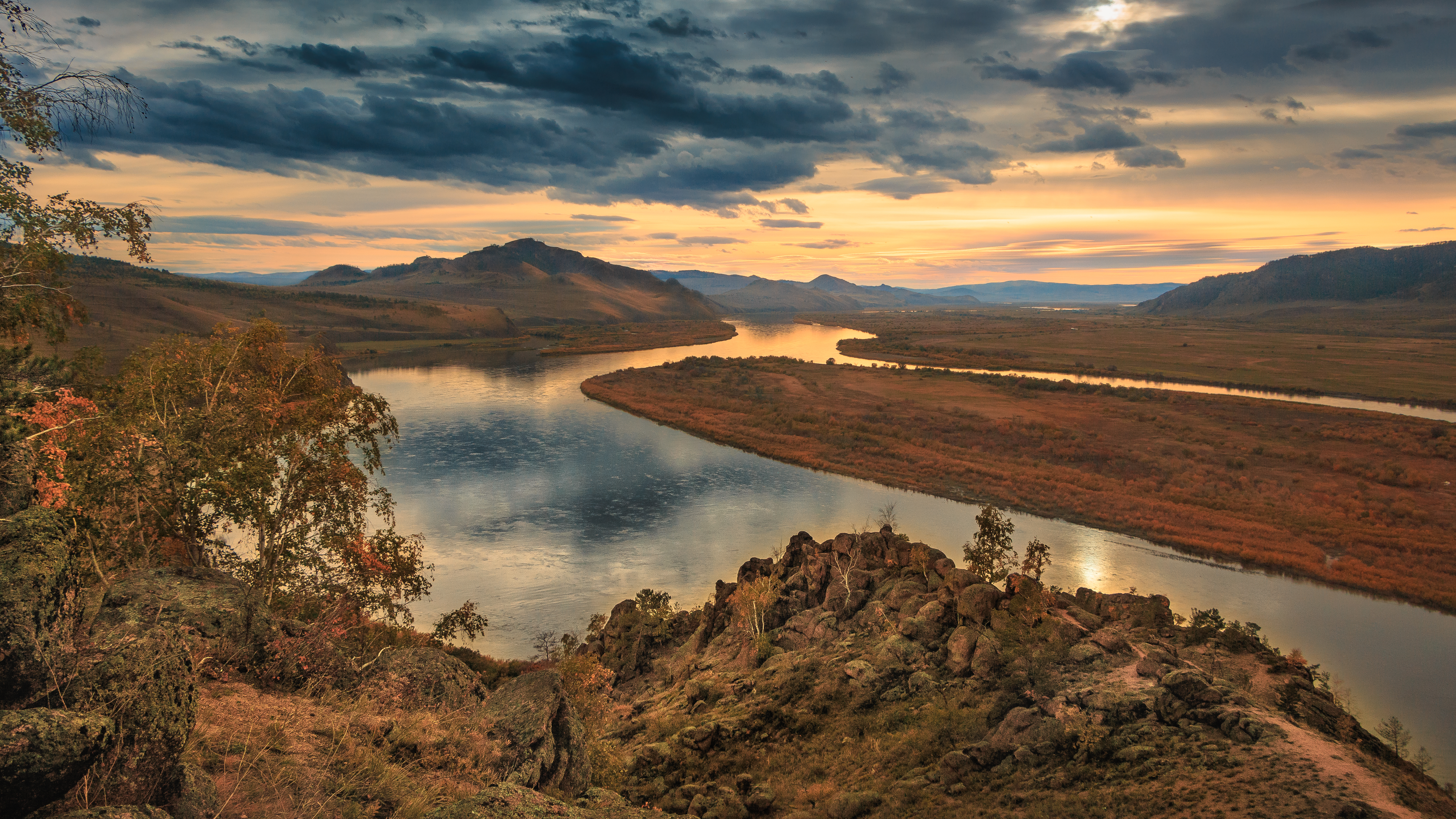
Селенга со скалы Спящий Лев

Спя́щий лев (Гора Омулёвая, Омулёвка, Омулёвая сопка, бур. Хабсагай хада — «утёс, скала») — гора, природный памятник в Тарбагатайском районе Республики Бурятия.

## География

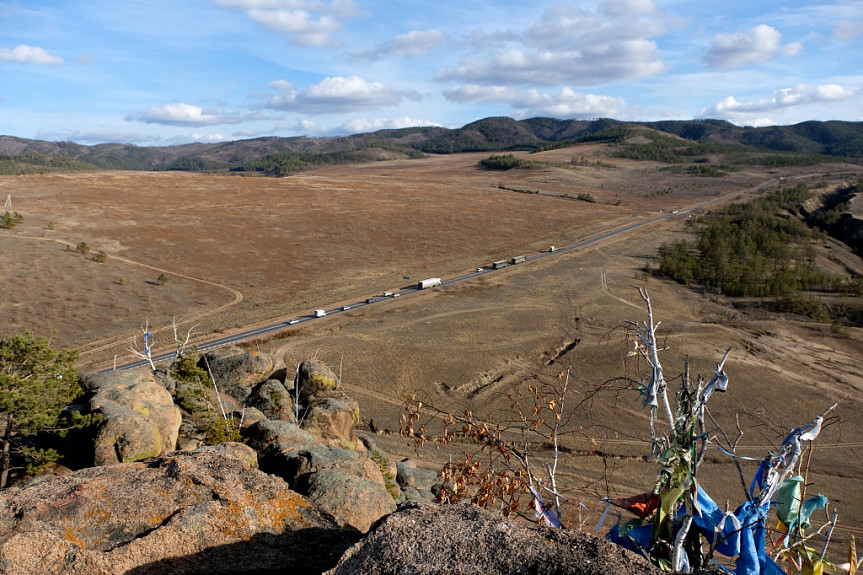
Вид с горы Спящий лев

Гора Омулёвка или «Спящий лев» представляет собой высокий утёс, расположенный на правом берегу реки Селенги, в 45 км к юго-западу от города Улан-Удэ, севернее хребта Омулёвого, по западной стороне федеральной автомагистрали Р258 «Байкал». В 200 метрах к востоку от подножия горы Омулёвки, по восточной стороне автодороги «Байкал», находится Аввакумов крест, который был установлен 2 июня 2007 года в память протопопа Аввакума, путь которого в Даурскую ссылку в 1657 году пролегал по этим местам.

## Происхождение названий
Исконное бурятское название горы — Хабсагай хада — означает просто «скала, утёс». Современные же русскоязычные названия имеют свою историю. Омулевой её назвали потому, что в недавнем прошлом в Селенгу в нерестовый период заходил омуль, проходя вверх по течению у этих скал. Рыбаки забирались на гору и наблюдали, где в реке идут «бурления» и ставили туда неводы.
Второе название гора приобрела из-за своего внешнего вида. Её очертания очень похожи на льва, который смотрит в сторону села Тарбагатай. Если вглядеться в скалу, можно увидеть, что его гриву составляют каменные выступы, тело — это плавный склон, покрытый редкими растениями, а хвост — дорога, лежащая у подножия горы.

## Культурная и природная ценность
Хабсагай хада — одно из святых мест для буддистов и шаманистов Бурятии. У горы есть свои легенды и поверья. В вершину однажды ударила молния и в скале образовалось два больших углубления в виде чаш. У местных на этот счёт есть поверье — если бросить в чашу огня какую-то ценность, то жизнь будет насыщенной на события. Если в чашу воды — спокойной.
Гора также известна сражением партизан Тарбагатайского фронта с белогвардейцами 2 января 1920 года. Этот бой послужил прелюдией освобождения территории Забайкалья, а в дальнейшем и Дальнего Востока от белогвардейцев и интервентов.
Гора Омулёвка является геологическим памятником природы Бурятии и туристическим объектом, с её вершины открывается хорошая панорама на долину Селенги. В связи с этим, общество «Большая Байкальская тропа» добилось запрета на то, чтобы на гору заезжали на автомобилях, так как они губили редкую флору утёса.

## Объекты культурного наследия
- Ганзуринская писаница (Забочка) — под горой Омулёвка, в урочище Зимник. Памятник археологии.